# Данько, Алла Георгиевна
А́лла Гео́ргиевна Данько́ (род. 15 марта 1946 года, Москва, СССР) — советская и российская телеведущая, журналист, диктор Центрального телевидения.

## Биография
Отец работал на телевидении, мать — Евгения Васильевна, урождённая Данько, лингвист, окончившая Московский госпединститут иностранных языков .
Окончила Первый московский медицинский институт, затем — клиническую ординатуру по специальности «профессиональные болезни нервной системы»; работала младшим научным сотрудником.
С 1975 года, успешно пройдя конкурс на место диктора, стала работать на Центральном телевидении, в телекомпании «Останкино»: вела информационные, музыкальные, спортивные программы («Утро», «Время», «Московские новости», «Добрый вечер, Москва», «Мамина школа», «Что означают ваши имена» и др.). Занималась в классе мастерства у Ольги Никитичны Обориной (супруги пианиста Л. Н. Оборина). В качестве тележурналиста снимала и готовила к эфиру сюжеты, репортажи и очерки для теленовостей и программ («Москва», «120 минут» и др.). В 1990—1995 годах — также руководитель программы, автор сценария и ведущая Олимпийских балов.
С 1995 по 2000 годы — шеф-редактор, заместитель продюсера музыкальной службы ОРТ. В это же время вела передачи «Мамина школа» (канал ТВЦ), «Детская для взрослых» (РЕН ТВ).
В 2003—2004 годы на канале ТНТ вела программу «Мамина школа», была её соавтором. Одновременно работала на радио, вела тематические и юбилейные концерты и вечера, писала сценарии к ним.
В настоящее время генеральный директор «Dankoproduction». Преподаёт в Высшей национальной школе телевидения (руководитель творческой мастерской «Ведущий телевизионных и радиопрограмм»).
Член Союза журналистов России, академик Международной академии телевидения и радио.

### Семья
Трижды была замужем.
Сын — Василий Данько, актер, https://www.kinopoisk.ru/name/4564832/ продюсер, режиссёр на телеканале «МузТВ», телеканал Ю.

## Награды
- Медаль ордена «За заслуги перед Отечеством» II степени (16 июля 2015 года) — за заслуги в развитии отечественной культуры и искусства, средств массовой информации и многолетнюю плодотворную деятельность[8].
- Медаль «В память 850-летия Москвы» (1997)[5].